# Sextou
"Sextou" (estilizada como "SexToU") é uma canção dos cantores brasileiros Rennan da Penha e Anitta, lançada para download digital e streaming em 15 de julho de 2021 pela Sony Music. A canção foi escrita pelo DJ Cabelão do Turano, MC Nandinho e Isaac 22.

## Faixas e formatos
| Download digital / streaming |          |         |  |
| N.º                          | Título   | Duração |  |
| 1.                           | "SexToU" | 2:55    |  |

## Desempenho comercial

### Tabelas semanais
| Tabela musical (2021) | Melhor posição |
| --------------------- | -------------- |
| Brasil (Top 200)      | 46             |

## Histórico de lançamento
| Região | Data                  | Formato(s)                 | Gravadora(s) | Ref.  |
| ------ | --------------------- | -------------------------- | ------------ | ----- |
| Várias | 14 de outubro de 2021 | Download digital streaming | Sony Music   | [ 2 ] |